# Crocodeta variegata
Crocodeta variegata là một loài bướm đêm thuộc phân họ Arctiinae, họ Erebidae.